# 아담이 눈뜰 때
"아담이 눈뜰 때"는 1993년에 개봉한 대한민국의 영화인데 최재성 (아담 역)의 갑작스런 방위입대 때문에 촬영이 잠시 중단되었으며 장정일 소설을 원작으로 했음에도 탈중심성에 대한 현실적인 묘사가 영화에 옮겨지는 동안 모두 새어버린 점 등의 지적이 있었다.
한편, 박인환이 맡았던 오디오상 역은 문성근, 유혜리가 분한 여화가 역은 당초 강리나가 거론됐으나 이미지 관리(문성근) 연극 <루브> 스케줄 (강리나) 때문에 불발됐으며 최재성이 맡았던 아담 역은 1992년 3월 시나리오 완성 후 손지창 김찬우 이병헌 손창민 박상민 등이 물망에 올랐지만 독특한 인물묘사 성격  때문에 무산되자 그 해 8월 말  최재성으로 간신히 확정됐고 1992년 말 개봉 예정으로 촬영했으나 최재성(아담 역)의 갑작스런 방위입대,  이윤성 (현재 역) 이재경(은선 역)의 정사장면 회피 등 예기치 않은 복병이 겹치자 1993년 5월 8일로 개봉일이 변경됐으며 원작에 없는 아담(최재성 분)이 오디오상(박인환 분)을 침대 위에서 베개로 눌러죽이는 장면이 억지스러웠다는 등 혹평을 받아 흥행에 실패했고 유혜리 (여화가 역)가 미국 유학 관계로 해당 영화를 서둘러 찍었는데 미국 사정이 여의치 않아 유학을 포기했다.

## 캐스팅
- 최재성 : 아담 역
- 이윤성 : 현재 역
- 이재경 : 은선 역
- 박인환 : 오디오상 역
- 유혜리 : 여화가 역
- 주용만 : 삼수 역
- 문미봉 : 아담 모 역
- 박정수 : 현재 모 역
- 박광진 : 관리인 연
- 이지산 : 학원강사 역
- 권혁진 : 아담 형 역
- 고동업 : 탬버린남자 역
- 안도훈 : 문예부장 역
- 서창우 : 대학생 역
- 김지선 : 삼수여학생 역

## 수상
- 1993년 제4회 춘사영화상
  - 우수여자연기상 - 문미봉
  - 신인여우상 - 이윤성